# 1929

## أحداث
- تأسيس مدينة بويرتو كابيزاس وتقع حاليا في نيكاراغوا.
- تأسيس مدينة تشونغتشينغ وتقع حاليا في الصين.
- تأسيس مدينة ترمذ وتقع حاليا في أوزبكستان.
- تأسيس مدينة فاركاوس وتقع حاليا في فنلندا.
- 18 فبراير: تأسيس مدينة نتانيا.
- إصدار سفن أب لأول مرة.
- إنشاء ستاد الإسكندرية وهو أول ملعب لرياضة كرة القدم في أفريقيا والشرق الأوسط.
- انهيار سوق الأسهم الأمريكية في 29 أكتوبر والمسمى بالثلاثاء الأسود بعد انهيار سابق للبورصة قبل 5 أيام في 24 أكتوبر، كأول خطوة للأزمة الاقتصادية العالمية في الثلاثينات.
- الملك فؤاد ملك مصر يعلن اعترافه الكامل بمملكة الحجاز ونجد وملحقاتها.
- النمسا تنشئ علاقات دبلوماسية مع فرنسا بعد الحرب العالمية الأولى التي واجهت فيها مشاكل في البناء والاقتصاد.
- بريطانيا تعقد مؤتمر مع فرنسا يضم على تعاونهم الكامل بالعلاقات المتبادلة.
- إمبراطورية اليابان تضم الحاجة لأنشاء قاعدة بحرية قرب هوريشاما.
- معركة السبلة

### ديسمبر
- 19 ديسمبر - إبطال «المرأة الفَصليّة» وهو قانون عراقي لتعويض عائلة المقتول بامرأة من عائلة القاتل، تُسمّى المرأة فَصليّة وتُجبر على الزواج بغير مهر، وفقاً لعرف عشائر العراق.[1]
- 22 ديسمبر - انعقاد مؤتمر المائدة المستديرة في لندن بين ممثلي المملكة المتحدة والهند.

## مواليد
- آنا فرانك
- أبو الفتوح شوشة
- أحمد فؤاد نجم
- ألفريد فرج
- أنتونيو كارباخال
- أندري بريفن
- أودري هيبورن
- أوليغ غرابار
- إبراهيم الدقاق
- إسكندر لوقا
- إسماعيل الجوسقي
- إيفار جيفيير
- البطريرك أليكسي الثاني
- الحسن الثاني بن محمد
- الشاذلي بن جديد
- الطيب صالح
- الفريد مويسيو
- الميداني بن صالح
- ايمري كيرتيس
- بدر الجاسر العياف
- برانكو زيبيتش
- بود سبنسر
- بيتر دي أنجليس
- بيرز كونستانتينو
- تشيت بيكر
- توميسلاف كرنكوفيتش
- جاسم القطامي
- جاكلين كينيدي
- جامس لاست
- جان بودريار
- جميل بن إبراهيم الحجيلان
- جول سبروليا
- جون تشارلس بولانيي
- جون كارتر
- جون كاسافيتز
- جيلما سانتوس
- حسن حاكم
- حمزة علاء الدين
- خالد المسعود
- خير الدين حسيب
- ديتر إيبرل
- ديتمار كرامر
- دينا بنت عبد الحميد
- رؤوف سلامة موسى
- راجيندرا كومار
- رايموند لفيفر
- ردولف موسباور
- رفائيل ايتان
- رونالد غولياس
- ريتشارد تيلور
- سامي شرف
- سعيد سنبل
- سكوت ميلن ماثيسون
- سليم الحص
- سمير محبوب
- سونيل دوت
- شلومو أرجوف
- شمس بدران
- شوقي حبيب
- صباح الأحمد الجابر الصباح
- صالح النصر الله
- صلاح التيزاني
- صلاح ستيتية
- طلال مداح
- عاموس رابوبورت
- عبد الحليم حافظ
- عبد الرحمن بن عبد العزيز آل سعود
- عبد العزيز البدري
- عبد العظيم الديب
- عبد الغفار محمد
- عبد الغني شيخ أحمد آدم
- عبد القادر علولة
- عبد اللطيف أبوهيف
- عبد الله البردوني
- عثمان بلوزداد
- عز الدين العراقي
- عزيزة حلمي
- على كوبان
- علي أحمد بوسنينه
- عمر القاضي
- غانم حمودات
- غريس كيلي
- غوردون مور
- فالتر بيري
- فالتر فريتس
- فرانك غيري
- فرنر أربر
- فيوليتا تشامورو
- قيس النوري
- كاتب ياسين
- كارولوس بابولياس
- كرستوفر بلومير
- كمال الصليبي
- كمال حسني
- كيشور كومار
- كين ماكغريغور
- لميعة عباس
- ليف ياشين
- مارتن لوثر كينغ
- مايكل عطية
- محمد بجاوي
- محمد بن صالح العثيمين
- محمد جلال كشك
- محمد سعد حداد
- محمد سعيد رمضان البوطي
- محمد غني حكمت
- محمد فويتح
- محمد قنديل
- مصطفى التريكي
- منصور السخيري
- موري جيلمان
- ميلان كونديرا
- ميلود الشعبي
- نجم الدين محمد شريف
- نرجس (ممثلة)
- نعيم جلعادي
- نور الدين الأتاسي
- نيللي مظلوم
- هند رستم
- هيبي كامارغو
- هينر مولر
- وداد الارفة لي
- ياسر عرفات
- ياسين الرميثي
- يحي بوعزيز
- يورغن هابرماس
- يوهان أوتو فون شبريكلسن

### فبراير
- 17 فبراير - نيقولاس ريدلي وزير الخزانة البريطاني

### مايو
- 7 مايو - توفيق زيّاد، شاعر فلسطيني.
- 20 مايو - أحمد حمدي، شهيد مصري.

### يوليو
- 5 يوليو - تشيكاو أوتسكا، ممثل أداء صوتي ياباني.

### أكتوبر
- 31 أكتوبر - بود سبنسر، ممثل ومخرج ايطالي.

## وفيات
- آرثر شيربيوس
- أرشيبالد بريمروز
- أوسكار كانيل
- إبراهيم بك إبراهيم الزهيري
- إيميل برلينر
- الأمير ماكس من بادن
- البارون إمبان
- الفضيل بوعمر
- برنارت فون بولوف
- تاناكا غيتشي
- جوستاف ستريسمان
- ريشارد سيغموندي
- ضيدان بن حثلين
- عبد العزيز بن فيصل الدويش
- عبد العزيز جاويش
- علي بن عشوان
- فرانسيس امروي وارن
- فيلهلم مايباخ
- كارل بنز
- مرسيدس يلنيك
- هانس ديلبروك
- هيرمان هولليريث
- وليام سبري
- 24 نوفمبر - جورج كليمانصو رئيس وزراء فرنسي
- عبد المحسن السعدون.
- نعيم زلخة.

## نال جائزة نوبل
- في الفيزياء – الفرنسي لويس دي بروليه.
- في الكيمياء – مناصفة بين البريطاني آرثر هاردن والسويدي هانس فون أويلر شلبين.
- في الطب – مناصفة بين الهولندي كريستيان أيكمان والبريطاني فريدريك هوبكنس.
- في الأدب – الألماني توماس مان.
- في السلام – الأمريكي فرانك بيلينجز كيلوج.